# Katownia w Gdańsku

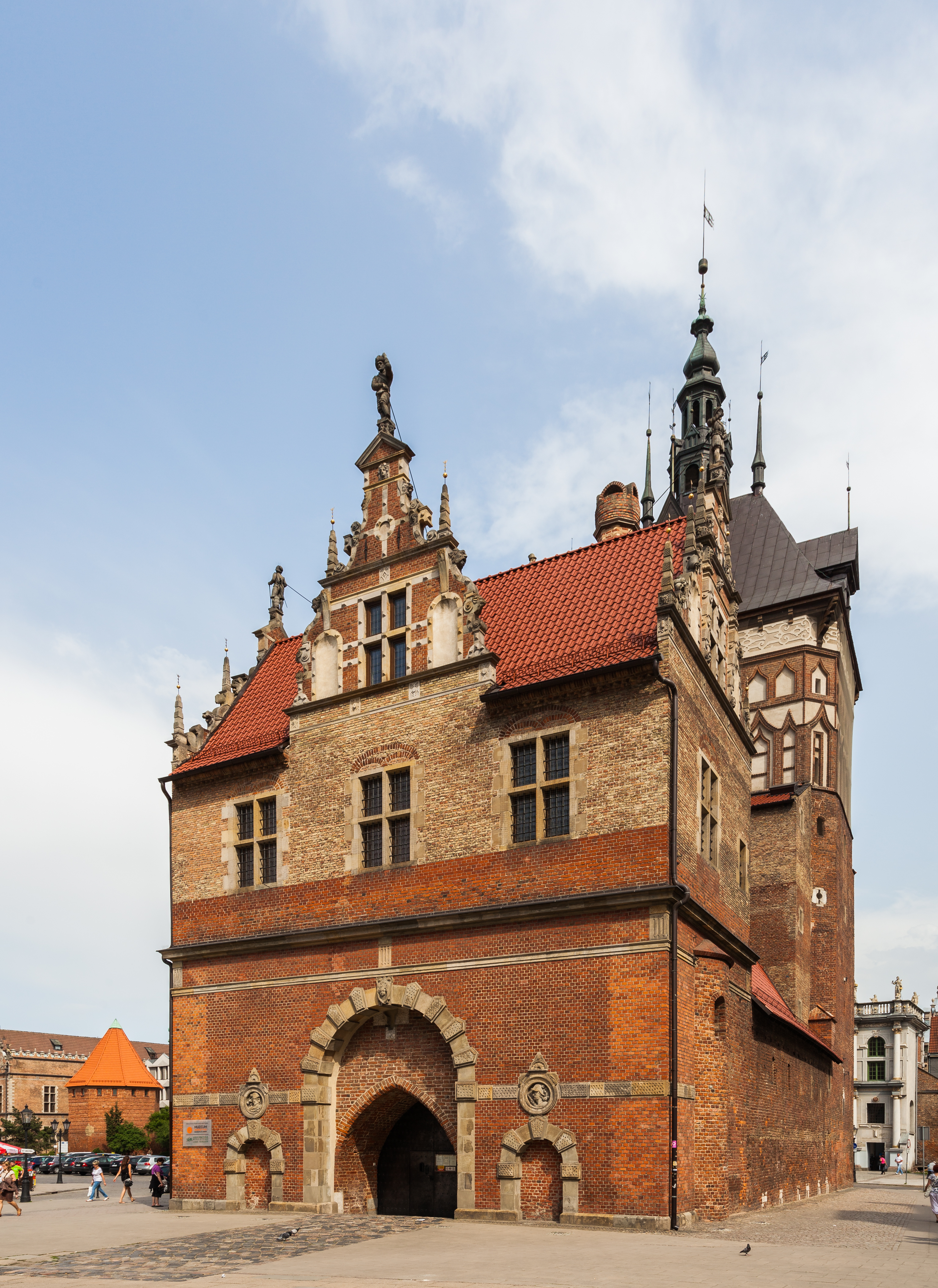
Katownia. Zgodnie z obecnymi tendencjami konserwatorskimi, podczas ostatniej renowacji wyeksponowano zróżnicowanie kolorystyczne wątków ceglanych pochodzących z poszczególnych faz budowlanych zabytku

Katownia (niem. Peinkammertor) – powstała w II połowie XIV wieku, jako średniowieczne obwarowanie Głównego Miasta w Gdańsku. Razem z Wieżą Więzienną stanowiła zespół przedbramia (barbakan) ulicy Długiej.
 Budynek wpisany jest do rejestru zabytków wraz z wieżą więzienną i więzieniem pod nrem rej.: A-494 z 1.09.1969:
Katownia została przebudowana w latach 1593–1604 przez Antoniego van Obberghena, dekoracje zostały wykonane przez Willema van der Meera (między innymi rzeźba bezgłowego klucznika). Wieża Więzienna osiągnęła obecną wysokość w latach 1508–1509, za sprawą Michała Enkingera.
Po wzniesieniu umocnień nowożytnych zmieniono funkcję całej budowli z przeznaczeniem na katownię, salę sądową i więzienie. Po wschodniej stronie Wieży Więziennej znajdował się pręgierz, miejsce wielu egzekucji. Obecnie w Katowni mieści się oddział Muzeum Gdańska.

## Dziedziniec wewnętrzny Katowni

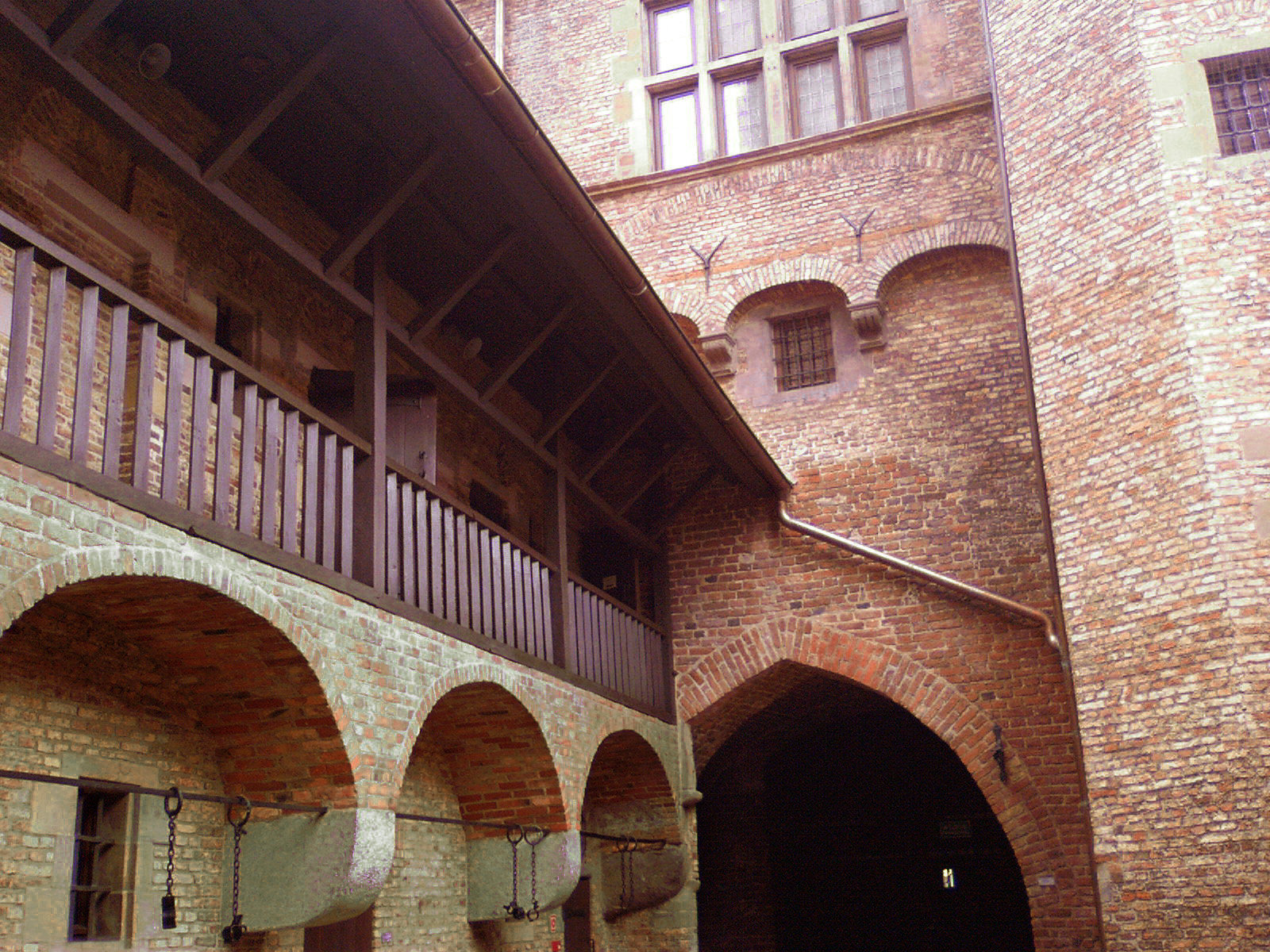
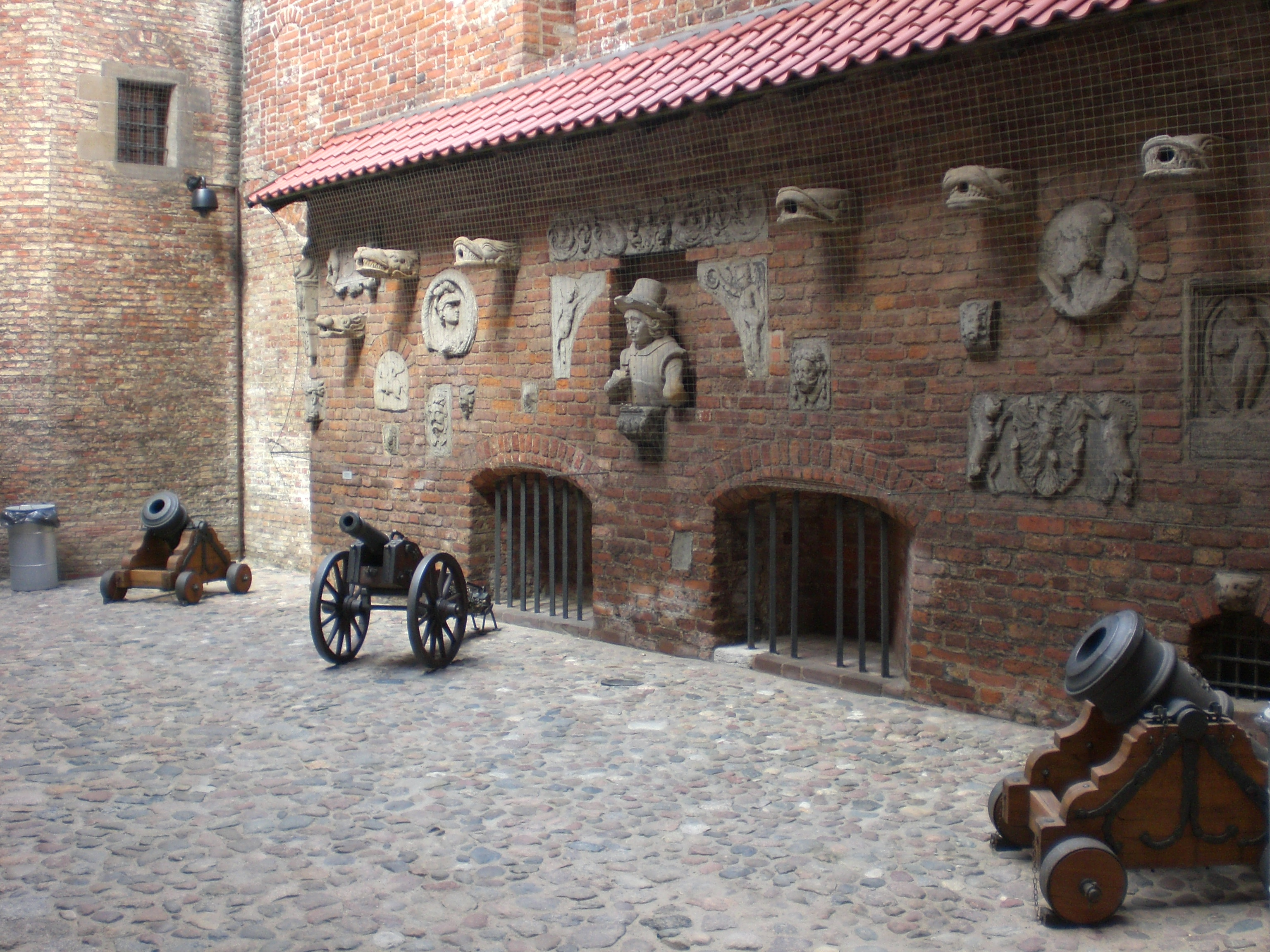